# Korabina
Korabina – wieś w Polsce położona w województwie podkarpackim, w powiecie stalowowolskim, w gminie Bojanów.
| SIMC    | Nazwa   | Rodzaj    |
| ------- | ------- | --------- |
| 0788880 | Sarzyna | część wsi |

W latach 1975–1998 miejscowość administracyjnie należała do województwa tarnobrzeskiego.